# Route 91 (Terre-Neuve-et-Labrador)
Pour les articles homonymes, voir Route 91.
La route 91 est une route provinciale tertiaire de la province canadienne de Terre-Neuve-et-Labrador, située dans l'est de l'île de Terre-Neuve, sur la péninsule d'Avalon. Elle est située plus précisément dans le centre et l'ouest de la péninsule, à l'est de Placentia. D'une distance de 48 kilomètres, elle est une route faiblement empruntée sur tout son tracé. La limite de vitesse est majoritairement de 80 km/h. Nommée Old Placentia Highway, elle n'est pas une route asphaltée sur l'entièreté de son tracé, vu qu'une section de 20 kilomètres est en gravier.

## Tracé
L'extrémité ouest de la route 91 est situé deux kilomètres au sud de Placentia, au croisement de la route 100, à Southeast Placentia, près de la baie Placentia. Elle emprunte une trajectoire vers l'est en suivant la rivière Southeast. Environ neuf kilomètres à l'est de son terminus ouest, elle croise la route Long Hill, et c'est à cette intersection que la 91 devient une route de gravier, et ce, sur 20 kilomètres.
Elle traverse ensuite une région plus isolée sur 23 kilomètres, passe près du parc provincial Cataracts, où elle redevient une route asphaltée. Elle croise ensuite la route 92, et fait son entrée dans Colinet, village qu'elle traverse en croisant les routes 81 et 93. Elle se dirige par la suite vers l'est-sud-est en possédant plusieurs courbes sur 13 kilomètres. Elle se termine à Salmonier, au nord de Saint-Catherine's, au croisement de la route 90.

## Parc provincial
- Parc provincial Cataracts

## Communautés traversées
- Southeast Placentia
- Colinet
- Salmonier (Avalon)